# ساهف (مناخة)

تعديل مصدري - تعديل

ساهف هي إحدى قرى عزلة بني جربن بمديرية مناخة التابعة لمحافظة صنعاء، بلغ تعداد سكانها 190 نسمة حسب تعداد اليمن لعام 2004.